# Grzegorz Czelej

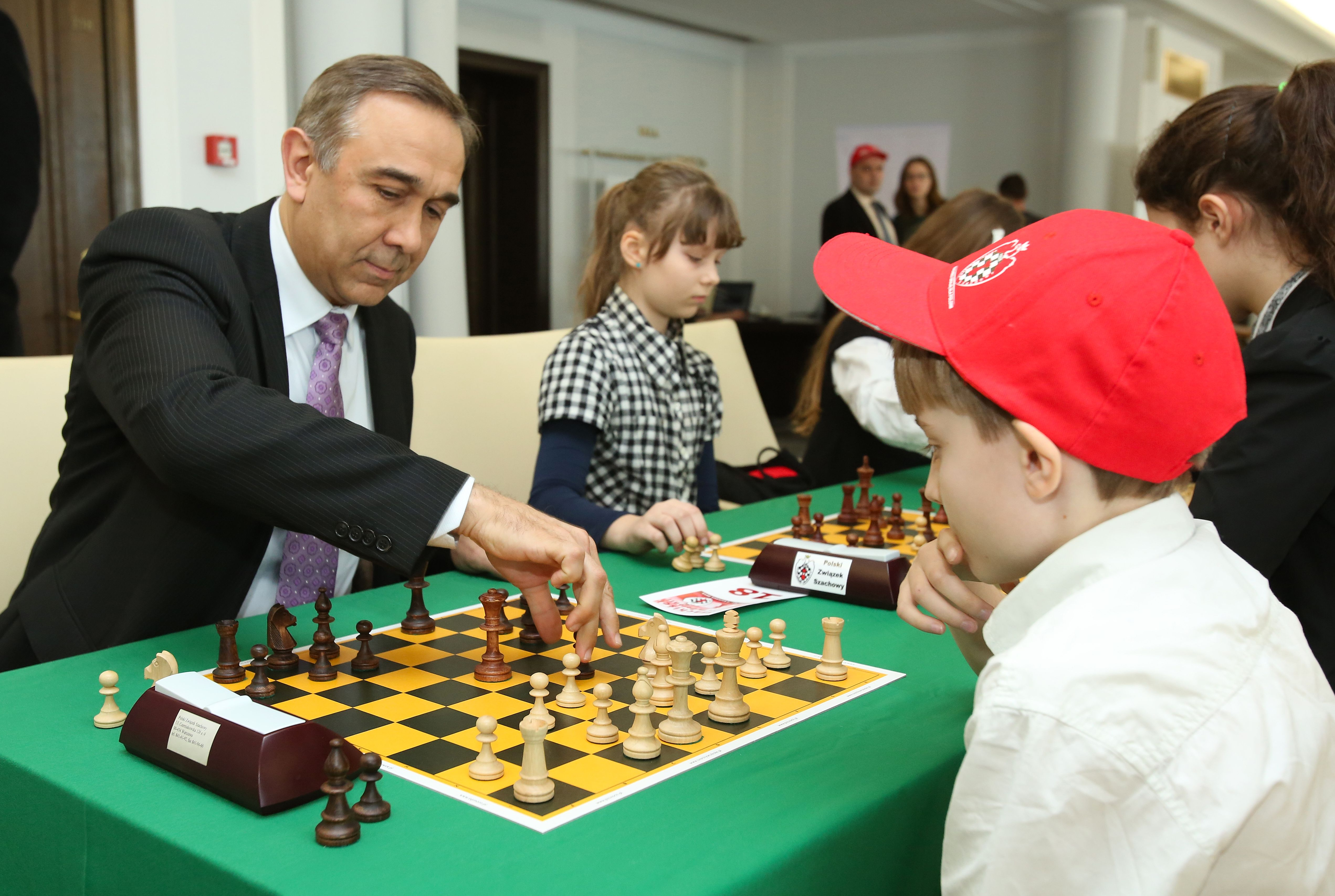
Grzegorz Czelej podczas turnieju szachowego młodzi szachiści-parlamentarzyści podsumowującego akcję społeczną „Szachiści grają dla Polonii” w Senacie (2014)

Grzegorz Czelej (ur. 14 października 1964 w Kraśniku) – polski polityk, lekarz dentysta i samorządowiec. Senator VII, VIII, IX, X i XI kadencji, w latach 2015–2017 wicemarszałek Senatu IX kadencji.

## Życiorys
Syn Wacława i Zenobii. W 1990 ukończył studia na Wydziale Stomatologii Akademii Medycznej w Lublinie, gdzie w 1999 uzyskał następnie stopień doktora nauk medycznych (specjalność stomatologia dziecięca) na podstawie pracy pt. Ryzyko choroby próchnicowej u dzieci 7-letnich z makroregionu lubelskiego. Do 1998 był asystentem w Państwowym Szpitalu Klinicznym nr 1 w Lublinie. W 1999 objął funkcję prezesa zarządu wydawnictwa „Czelej”. Wyróżniany nagrodami miesięcznika „Forbes”, nagrodami Gazel Biznesu w 2007 i 2008, nagrodą „Gazety Bankowej” i innymi.
W latach 2006–2007 zasiadał w lubelskiej radzie miasta. W wyborach parlamentarnych w 2007 został wybrany na senatora z ramienia Prawa i Sprawiedliwości w okręgu lubelskim, otrzymując 173 848 głosów. W Senacie zasiadł w Komisji Spraw Unii Europejskiej i Komisji Spraw Zagranicznych. W 2009 bez powodzenia ubiegał się o mandat posła do Parlamentu Europejskiego.
W 2010 został wysunięty przez PiS na kandydata do Krajowej Rady Radiofonii i Telewizji, jednak w senackim głosowaniu 22 lipca 2010 przegrał ze Stefanem Pastuszką. W 2011 skutecznie ubiegał się o reelekcję do Senatu, w nowym okręgu jednomandatowym dostał 65 504 głosy. W 2015 został ponownie wybrany na senatora, otrzymując 96 101 głosów. 12 listopada 2015 wybrany na wicemarszałka Senatu IX kadencji. 20 kwietnia 2017 podał się do dymisji, po czym został odwołany z zajmowanej funkcji wicemarszałka.
W 2019 i 2023 Grzegorz Czelej był wybierany na kolejne kadencje Senatu, otrzymując odpowiednio 116 605 głosów oraz 119 498 głosów.